# لو ديل فالي
لو ديل فالي (بالإنجليزية: Lou Del Valle)‏ مواليد 13 يوليو 1968 في نيويورك، الولايات المتحدة، هو ملاكم أمريكي يصنف ضمن فئة وزن خفيف الثقيل بدأ مسيرته الاحترافية سنة 1992.

## إحصائيات
خاض خلال مسيرته 44 نزالا، فاز في 36 وتعادل في 2 وخسر في 6. فاز بالضربة القاضية في 22 نزالا.

## روابط خارجية
- لو ديل فالي على موقع بوكس ريك (الإنجليزية) (registration required)